# Canton du Grand-Lucé
Le canton du Grand-Lucé est une ancienne division administrative française située dans le département de la Sarthe et la région Pays de la Loire.

## Géographie
Ce canton était organisé autour du Grand-Lucé dans l'arrondissement de La Flèche. Son altitude variait de 58 m (Saint-Pierre-du-Lorouër) à 167 m (Pruillé-l'Éguillé) pour une altitude moyenne de 113 m.

## Représentation

### Conseillers généraux de 1833 à 2015
| Période | Période | Identité                                       | Étiquette           | Qualité |
| ------- | ------- | ---------------------------------------------- | ------------------- | --- |
| 1833    | 1848    | Charles Gabriel Mesnard de Seillac (1779-1849) |                     | Propriétaire, maire du Grand-Lucé |
| 1848    | 1858    | Joseph Amable Boisseau d'Artiges               |                     | Ancien officier, maire du Grand-Lucé |
| 1858    | 1864    | Alphonse-Alfred Haentjens                      | Majorité dynastique | Propriétaire du château de la Perrigne, maire de Saint-Corneille, député (1863-1883)                                                                  |
| 1864    | 1871    | Ernest Busson-Duviviers                        | Droite              | Avocat, propriétaire à Courdemanche, député (1871-1876)                                                                                               |
| 1871    | 1892    | Jacques Christophe Renard                      | Républicain         | Maire de Saint-Vincent-du-Lorouër (1861-?) |
| 1892    | 1922    | Pierre Ajam                                    | Rad. puis AD        | Député (1905-1924), sénateur (1924-1927), sous-secrétaire d'État (1913-1914)                                                                          |
| 1922    | 1928    | Frédéric Chevalier                             |                     | Maire de Saint-Vincent-du-Lorouër |
| 1928    | 1940    | Henri Colas                                    | Rad.                | Agriculteur, vice-président de la Chambre d'agriculture, maire de Villaines-sous-Lucé                                                                 |
|         |         |                                                |                     | |
| 1943    | 1945    | Germain Boivin                                 | ?                   | Maire du Grand-Lucé, nommé conseiller départemental en 1943                                                                                           |
|         |         |                                                |                     | |
| 1945    | 1955    | Henri Colas                                    | Rad.                | Maire de Villaines-sous-Lucé |
| 1955    | 1979    | Christian Pineau                               | SFIO puis PS        | Employé de banque, député (1945-1958), ministre (1945-1958)                                                                                           |
| 1979    | 2004    | Jacques Chaumont                               | RPR puis UMP        | Secrétaire des Affaires étrangères honoraire, député (1968-1977), sénateur (1977-2004)                                                                |
| 2004    | 2015    | Régis Vallienne                                | DVD puis UMP        | Maître d'œuvre, maire de Pruillé-l'Éguillé (1983-2020), président de la communauté de communes de Lucé, élu en 2015 dans le canton de Château-du-Loir |

Le canton participe à l'élection du député de la troisième circonscription de la Sarthe.

### Conseillers d'arrondissement (de 1833 à 1940)
Le canton du Grand-Lucé avait deux conseillers d'arrondissement.
Il appartenait à l'arrondissement de Saint-Calais jusqu'à sa disparition en 1926.
| Période                                  | Période | Identité                                  | Étiquette | Qualité |
| ---------------------------------------- | ------- | ----------------------------------------- | --------- | --- |
| 1833                                     |         | M. Blouère                                |           | Propriétaire à Pruillé-l'Éguillé                                                                            |
| 1833                                     |         | Léger Louis Jean Graffin fils (1787-1856) |           | Notaire au Grand-Lucé                                                                                       |
|                                          |         |                                           |           | |
| 1928                                     | 1931    | Henri-Jules Lecomte                       | URD       | Cultivateur, maire du Grand-Lucé                                                                            |
| 1931                                     | 1940    | Henri Berger                              | Rad.      | Conseiller municipal du Grand-Lucé                                                                          |
| 1940                                     |         |                                           |           | Les conseils d'arrondissement ont été suspendus par la loi du 12 octobre 1940 et n'ont jamais été réactivés |
| Les données manquantes sont à compléter. |         |                                           |           | |

## Composition

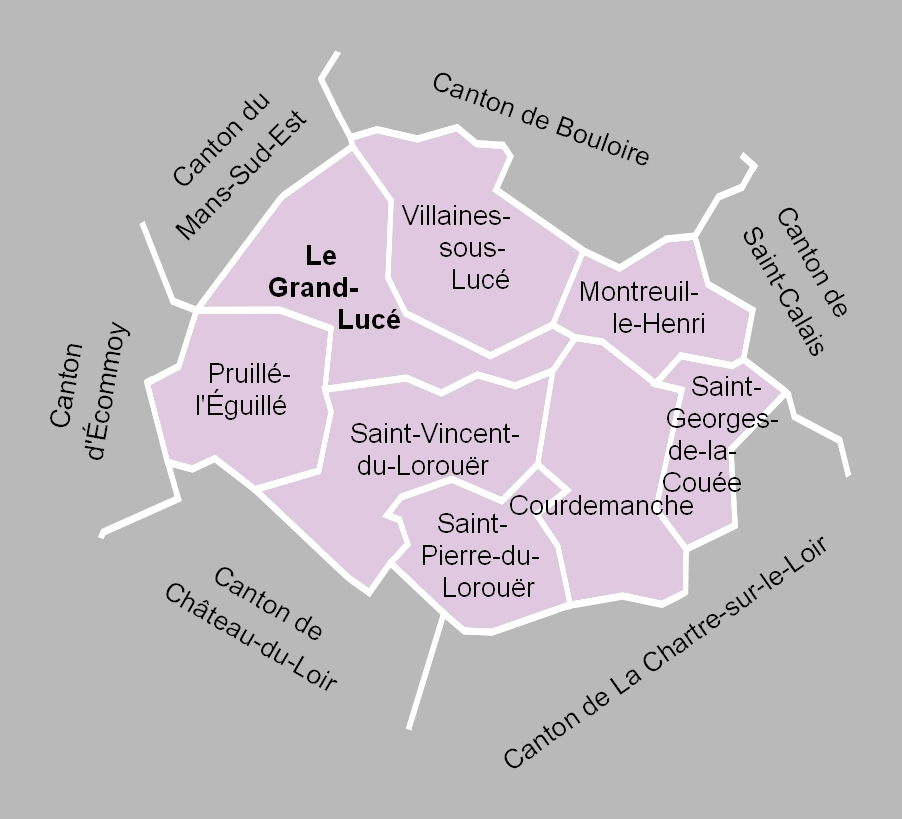
La carte des communes du canton. Les cantons limitrophes étaient ceux du Mans-Sud-Est, de Bouloire, de Saint-Calais, de La Chartre-sur-le-Loir, de Château-du-Loir et d'Écommoy.

Le canton du Grand-Lucé comptait 5 810 habitants en 2012 (population municipale) et regroupait huit communes :
- Courdemanche ;
- Le Grand-Lucé ;
- Montreuil-le-Henri ;
- Pruillé-l'Éguillé ;
- Saint-Georges-de-la-Couée ;
- Saint-Pierre-du-Lorouër ;
- Saint-Vincent-du-Lorouër ;
- Villaines-sous-Lucé.

À la suite du redécoupage des cantons pour 2015, toutes les communes sont rattachées au canton de Château-du-Loir.
Contrairement à beaucoup d'autres cantons, le canton du Grand-Lucé n'incluait aucune commune supprimée depuis la création des communes sous la Révolution.

## Démographie
| 1962  | 1968  | 1975  | 1982  | 1990  | 1999  | 2006  | 2011  | 2012  |
| ----- | ----- | ----- | ----- | ----- | ----- | ----- | ----- | ----- |
| 6 545 | 6 009 | 5 321 | 5 079 | 5 047 | 5 263 | 5 712 | 5 854 | 5 810 |